# Иммортус
Иммо́ртус (англ. Immortus), также известен как Натаниэ́ль Ри́чардс (англ. Nathaniel Richards) — вымышленный персонаж американских комиксов издания Marvel Comics, являющийся альтернативной версией Канга Завоевателя.
Является будущей версией фараона Рамма-Тута, Алого Центуриона, Канга Завоевателя и Железного парня, а также потомком одноимённого учёного.
Дебют персонажа в кино состоялся в фильме «Человек-муравей и Оса: Квантомания» (2023) в исполнении Джонатана Мейджорса, события которого происходят в медиафраншизе «Кинематографическая вселенная Marvel» (КВМ).

## История публикаций
Впервые Иммортус появился в комиксе The Avengers # 10 и был создан Стэном Ли и Джеком Кирби. В «Саге о Небесной Мадонне» было показано, что Иммортус — это будущая личность фараона Рамма-Тута и Канга Завоевателя, путешествовавших во времени, которые впоследствии стали придерживаться более мирных взглядов на жизнь.

## Вымышленная биография
В неопределённый момент своей личной хронологии фараон Рамма-Тут (ранее известный как Канг Завоеватель) устал от сражений из-за разочарования и потери своего сына Маркуса и супруги Равонны в нескольких временных линиях. К нему обратились инопланетные Хранители Времени — путешественники с конца Вселенной, последние живые существа, — и предложили ему стать их агентом, сохраняя временные линии, а не завоёвывая их, в обмен на бессмертие. Он согласился и снова стал Иммортусом, повелителем потустороннего царства Лимбо.
В неопределённый момент он снова вступил в конфликт с командой «Мстители», но уже при других обстоятельствах. В своей первой встрече с Мстителями в качестве Иммортуса он попытался уничтожить Мстителей, используя в качестве бойцов мифологические и исторические фигуры (такие как Пол Баньян, Чингисхан, Голиаф и другие), после того как попытался присоединиться к Мастерам Зла, но получил от Барона Земо приказ победить одного из Мстителей. Мастера напали на Мстителей после того, как Капитан Америка был доставлен в Лондонский Тауэр в 1760 году, где находился в заточении Рик Джонс. Но когда он спас Рика, то был возвращён в своё время и с его помощью почти победил Мастеров. Это событие, по-видимому, было стёрто после того, как Чаровница повернула время вспять, чтобы помешать Мстителям победить Мастеров[2]. Он был частично ответственен за создание Вижна, якобы создав временную копию оригинального Человека-факела, которую андроид Альтрон использовал для создания Вижна.
Позже он даже вступил в союз с Кангом Завоевателем в одном из планов Канга против Мстителей и фараона Рамма-Тута. Он был предан Кангом и заключён в тюрьму вместе с фараоном Рамма-Тутом, пока Канг использовал передовые технологии Иммортуса для создания первого Легиона Нежити, состоящего из уже умерших персонажей, изъятых за миллисекунды до их смерти. Впоследствии он был освобождён Мстителями и оказался будущей личностью фараона Рама-Тута и Канга Завоевателя и предложил Вижну помочь узнать его прошлое. Легион Нежити был побеждён и отправлен в прошлое, а сам Канг бежал.
Позже Иммортус присутствовал на двойной свадьбе Вижна с Алой Ведьмой и Мантис с Мечником. Затем он вместе с Тором и Лунным Драконом отправился на Старый Запад в погоню за Кангом и помог Мстителям победить Канга. Через некоторое время он заключил союз с Космическим Призраком и гигантом Темпусом и хитростью снял чары перемещения во времени с молота Тора Мьёльнира, хотя Тор по-прежнему мог манипулировать временем. Затем он рассказал, что по его вине Канг нашёл свою крепость в Лимбо, инсценировал свою смерть, оставив в крепости то, что Канг принял за его останки, вызвал нарушение временного потока и, манипулируя им, уничтожил расходящихся двойников самого себя, чтобы остановить их влияние на временной поток, поскольку они создавали все новые и новые временные линии и дубликаты. Мстители были доставлены Кангом в Лимбо, чтобы помочь ему победить его другую версию. Они были захвачены в плен, но им удалось бежать. Иммортус раскрыл себя, когда оказалось, что остался только один Канг. Иммортус также заявил, что мысленно манипулировал спасением Равонны, которая держала под наблюдением его проект контрдивергенции. Когда Канг попытался завладеть устройством, которое было у Иммортуса и содержало воспоминания убитых Кангов, и которое, по словам Иммортуса, делало его хозяином Лимбо, он обезумел и бросился в Лимбо под действием множества воспоминаний, которые закончились его поражением. Иммортус заявил, что это был шанс Канга искупить свою вину и осудить себя, после чего Мстители стали допрашивать его о моральных аспектах его поступка, но он отправил Мстителей обратно в их собственное время.
Позднее выяснилось, что у него был долгосрочный план по манипулированию Мстителями. В рамках этого плана он удалял различные вселенные временной линии. После этого был раскрыт его план по использованию Алой Ведьмы, чтобы стать «абсолютным хозяином времени», и он послал третий Легион Нежити, чтобы уничтожить Мстителей. В наказание за попытку свергнуть их власть Хранители Времени на некоторое время ввели его в состояние кататонии. В это время было установлено, что оригинальный Человек-факел не является прародителем Вижна, хотя позже это открытие было признано обманом, созданным Космическим Призраком. Манипулирование убеждениями относительно отношений между Факелом и Вижном было приоритетной задачей Иммортуса из-за связей Вижна и Алой Ведьмы, «существом узла», которое могло быть достаточно могущественным, чтобы родить детей, способных угрожать самым могущественным космическим сущностям во Вселенной; нарушение отношений Ведьмы с Вижном ограничивало возможность передачи ей своего потенциала.
Иммортус также был ответственен за манипулирование Железным человеком, чтобы тот обратился против Мстителей, сведя его с ума, что в итоге привело к гибели, пока он затем не был воскрешён Франклином Ричардсом.
Иммортус также вступил в конфликт со своим молодым «Я», который не мог понять, в чём смысл действий Иммортуса и Рамма-Тута. Конфликт Канга с Иммортусом получил название «Война Судьбы». Канг помогал группе перемещённых во времени Мстителей из разных временных периодов в борьбе с планами Иммортуса, а Канг теперь решил бросить вызов своей судьбе и судьбе Рамма-Тута, чтобы стать Иммортусом и стать слугой Хранителей времени.
Иммортус несколько раз инсценировал свою смерть, и в конце концов обратился к Хранителям времени, чтобы помочь Мстителям, и в наказание был натурально убит. Однако он был воскрешён спустя несколько минут, так как временные энергии, вызванные попытками Хранителей времени превратить Канга в Иммортуса раньше, чем это сделал Рамма-Тут, и тем самым завершить временную петлю, вызвали обратную реакцию — частично по воле Канга, частично из-за сложных временных энергий текущего конфликта, который создал Рамма-Тута, Канга и Иммортуса как отдельных существ, освободив Канга от того, что он считал своей судьбой «дряхлого старого учёного».
Когда в результате необдуманных действий Канга временной поток оказался критически разбалансирован, Иммортус объединился со следующими Мстителями и будущими версиями Железного человека и Халка в попытке устранить последствия. Замаскировавшись под молодую версию Канга, Иммортус отправился в XXI век и убедил Мстителей отправиться в будущее, чтобы они смогли понять, что произошло. После того как Мстители успешно восстановили линию времени, Иммортус обратился против своих союзников и убил Железного Человека и Халка, прежде чем молодые Мстители, по всей видимости, расправились с ним.

## Силы и способности
Будучи обычным человеком, Иммортус не обладает сверхспособностями, однако он обладает гениальным интеллектом и обширными знаниями в области хронофизики. Известно, что его обучением занимались сами Хранители Времени, так как он был практически бессмертен.

## Реакция
В 2022 году Screen Rant включил Иммортуса в список «10-ти самых могущественных злодеев Геркулеса в комиксах Marvel».

## В других медиа

### Киновселенная Marvel

Иммортус в сцене после титров фильма «Человек-муравей и Оса: Квантомания» (2023).

Персонажи, вдохновлённые Иммортусом, появляются в медиафраншизе «Кинематографическая вселенная Marvel» (КВМ) в исполнении Джонатана Мейджорса:
- Составной персонаж, частично вдохновлённый Иммортусом и Тем, кто остаётся и названный в честь последнего, появляется в сериале «Локи» в эпизоде «For All Time. Always.» в качестве создателя организации «Управление временными изменениями»[25].

- Иммортус впервые дебютирует в сцене после титров фильма «Человек-муравей и Оса: Квантомания» (2023) в качестве одного из основателей Совета Кангов[26][27].

### Телевидение
Иммортус появляется в сериале «Люди Икс» в эпизоде «За гранью добра и зла часть 4: Конец и начало». Эта версия принимает облик «инженера-хранителя» временного потока по имени Бендер.

## Внешние ссылки
- Иммортус на Marvel.com